# Friends (ścieżka dźwiękowa)
Friends – projekt Eltona Johna i Berniego Taupina wydany w marcu 1971 w USA, a w Wielkiej Brytanii w kwietniu 1971 roku. Płyta stanowi ścieżkę dźwiękową do filmu Friends. Utwór tytułowy zdobył popularność w USA (#34 na Billboard Hot 100).
Prawa do soundtracku należą obecnie do Universal Music Group oraz do Eltona Johna.
Ścieżka dźwiękowa filmu jest dostępna na płycie CD Rare Masters z roku 1992 (ścieżki 10-19), jednak utwory są ułożone w innej kolejności niż na oryginalnej płycie LP.

## Spis utworów

### Strona A
| 1. | "Friends"                                              | 2:20  |
|    |                                                        |       |
| 2. | "Honey Roll"                                           | 3:00  |
|    |                                                        |       |
| 3. | "Variations on 'Friends' Theme" (The First Kiss)       | 1:45  |
|    |                                                        |       |
| 4. | "Seasons"                                              | 3:52  |
|    |                                                        |       |
| 5. | "Variations on Michelle's Song" (A Day in the Country) | 2:44  |
|    |                                                        |       |
| 6. | "Can I Put You On"                                     | 5:52  |
|    |                                                        |       |
|    |                                                        | 19:33 |
|    |                                                        |       |

### Strona B
| 1. | "Michelle's Song"                                    | 4:16  |
|    |                                                      |       |
| 2. | "I Meant To Do My Work Today" (A Day in the Country) | 1:33  |
|    |                                                      |       |
| 3. | "Four Moods"                                         | 10:56 |
|    |                                                      |       |
| 4. | "Seasons Reprise"                                    | 1:33  |
|    |                                                      |       |
|    |                                                      | 18:18 |
|    |                                                      |       |